# Аль-Хатиб ат-Табризи
Вали́ ад-Дин Абу́ Абдулла́х Муха́ммад ибн Абдулла́х аль-Умари́ более известный как аль-Хати́б ат-Табри́зи (араб. الخطيب التبريزي‎; ум. в 1340) — знаток хадисов, автор сборника хадисов «Мишкат аль-Масабих» (араб. مشكاة المصابيح‎; написан в 1336 году), которая является дополненной версией книги аль-Багави «Масабих ас-Сунна». Также перу ат-Табризи принадлежит книга «аль-Икмаль фи асма ар-риджаль» (араб. الإكمال في أسماء الرجال‎). «Мишкат» стал популярным сборником хадисов, изучался в медресе Центральной Азии. В дальнейшем сборник множество раз переиздавался и был переведён на различные языки (английский, бенгальский и др.).
В Узбекистане хранится рукопись Тебризи, переписанная в 1339 году ташкентским каллиграфом Абдулвадудом Ахмадом.
Библиография
- Аль-Хатиб ат-Табризи. Мишкат аль-Масабих = مشكاة المصابيح. — Дар аль-Аркам, 1999. — 1463 с.
- Аль-Хатиб ат-Табризи. Аль-Икмаль фи асма ар-риджаль = الإكمال في أسماء الرجال. — 1907.